# Bljuma Zeigarniková
Bljuma Vulfovna Zeigarniková, rozená Gerštejnová (rusky Блю́ма Ву́льфовна Зейга́рник, Bljuma Vulfovna Zejgarnik; 9. listopadu 1900 Prienai – 24. února 1988 Moskva), byla sovětská psycholožka, která se kromě psychologického výzkumu věnovala i psychopatologii.
Je spojená s gestalt psychologií, spolupracovala například s Kurtem Lewinem na experimentech týkajících se jeho teorie pole. Jejím asi nejznámějším přínosem psychologii je tzv. efekt Zeigarnikové, podle kterého si lidé nedokončené, přerušené úkoly pamatují lépe než ty, které jsou již dokončené. Tento efekt je známý nejen v psychologii, ale i ve vzdělávání, literatuře, filmu nebo marketingu. Píše se o něm často i v popularizačních periodikách.

## Život
Bljuma Zejgarniková, rozená Gerštejnová a v anglosaském prostředí známa jako Bluma Zeigarnik, se narodila roku 1901 v Prienai v Litvě jako jediné dítě do rodiny sekulárních židovských obchodníků. Vystudovala dívčí gymnázium v Minsku, kde potkala svého budoucího manžela Alberta Zeigarnika. S ním se po svatbě roku 1922 přestěhovala do Berlína, aby tam mohla studovat na universitě. Na univerzitě navštěvovala přednášky významných gestalt psychologů, např. Wolfganga Köhlera, Maxe Wertheimera nebo Kurta Koffky. Ve 20. letech spolupracovala s Kurtem Lewinem na experimentech, které měly empiricky ověřit jeho teorii pole. Společně s ním roku 1927 vydala svůj první článek – Das Behalten erledigter und unerledigter Handlungen, česky Zapamatování si dokončených a nedokončených úkolů. V článku představila zjištění, které je dnes známé jako efekt Zeigarnikové.
Po dostudování univerzity na ní ještě několik let pracovala a roku 1931 se přestěhovala zpět do Ruska. Tam pracovala ve Všesvazovém institutu experimentální medicíny (Всесоюзный институт экспериментальной медицины) se Lvem Vygotským. Během 2. světové války spolupracovala s Alexandrem Lurijou v neuropsychologické ordinaci na rehabilitaci traumat hlavy. V poválečných letech se zajímala o lobotomii. Jelikož byla židovského původu, čelila kvůli antisemitismu stalinistické persekuci v profesním i osobním životě. Roku 1950 přišla o práci vedoucí laboratoře a roku 1953 musela z Institutu úplně odejít. 
V poststalinistické éře se ale dočkala své rehabilitace a mezinárodního uznání. Publikovala řadu knih, např. Thought disorder in the mentally ill (1958), Pathology of thinking (1962), Introduction to pathopsychology (1969), Personality and pathology of activity (1971). Roku 1978 jí byla udělena Lomonosova cena, roku 1983 Lewin Memorial Award od Americké Psychologické Asociace. Zemřela roku 1988.